# Karen Damen

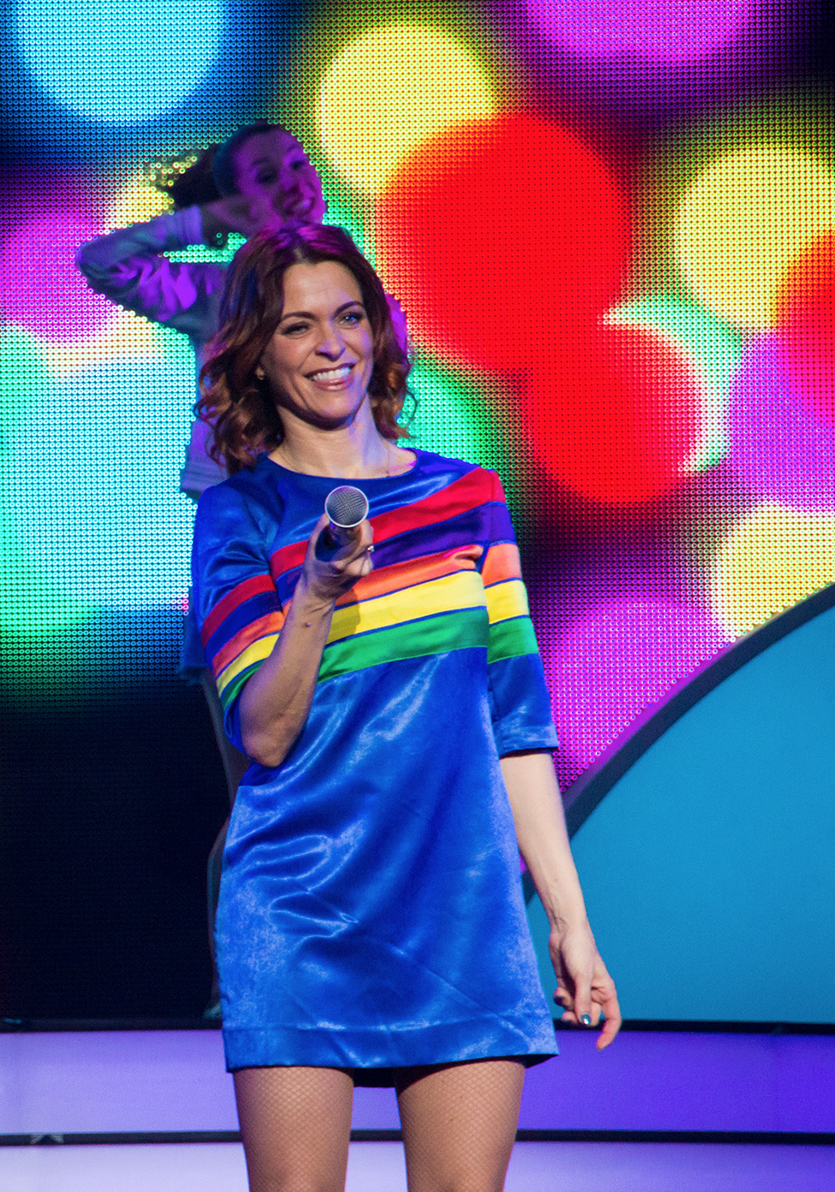
Karen Damen

Karen Damen (* 28. Oktober 1974 in Wilrijk, eigentlich: Karen Franciska Maria Louisa Damen) ist eine belgische Sängerin, Schauspielerin und Moderatorin, die in der belgischen Band K3 mitwirkt. Sie verkörperte in „Het Huis Anubis“ die Sportlehrerin Esther Verlinden.

## Privatleben
Karen Damen ist mit Antony Van der Wee, dem Drummer der Band The Ditch, liiert. Das Paar hat seit 2010 einen gemeinsamen Sohn namens Sky. Bevor ihre Musikkarriere begann, studierte sie Moderne Sprachen.

## Karriere

### 1998–2007: Erste Erfolge und Durchbruch von K3
Damen ist die Rothaarige von K3, der derzeit erfolgreichsten Band in den BeNe-Ländern. Sie ist das älteste Mitglied der Band, der sie, wie Kristel Verbeke, seit 1998 angehört. Der Durchbruch gelang der Band mit der Single Heyah Mama im Jahr 2000. Es gibt von ihr im Madame Tussauds in Amsterdam, Niederlande eine Wachsfigur. Sie drehte mit K3 schon einige Filme und machte auch einige DVDs.

### 2007 – heute: Soloerfolge und Austritt von K3
Ebenso feierte sie solistische Erfolge. 2007 nahm sie mit dem belgischen DJ Regi Penxten den Song „Hard“ auf, welcher auf einem der Alben von Regi erschien. In der Originalversion von Das Haus Anubis spielte sie in der ersten Staffel die Sportlehrerin. Ihre Bandkollegin Kathleen Aerts verließ im Jahr 2009 die Band und startete eine Solokarriere. Durch die Castingshow „K2 zoekt K3“ bekam Damen eine neue Bandkollegin, Josje Huisman. Das erste Album mit Huisman MaMaSé wurde das bestverkaufte Album des Jahres 2010 in Belgien. Seit 2012 sitzt sie in der Jury von  Belgium’s Got Talent.
Im Jahr 2014 erschien eine Solosingle von ihr. Die Single „Kzing“ wurde von Damen in antwerpischem Dialekt eingesungen und erreichte Platz 84 der flämischen Charts. Am 18. März 2015 gab sie gemeinsam mit Verbeke und Huisman deren Austritt aus der Gruppe bekannt. Im selben Jahr soll eine Castingshow stattfinden, in der die Nachfolgerinnen der drei gesucht werden.

## Musicals
- 2003: Doornroosje (als Karmella, eine gute Fee)
- 2004: De 3 Biggetjes (als Knarri, eines der drei kleinen Schweinchen)
- 2005–2006: Taxi Taxi
- 2007: De 3 Biggetjes (als Knarri, eines der drei kleinen Schweinchen)

## Filmografie
- 1999: Samson & Gert (als Gast, mit K3)
- 2002: Samson & Gert (als Gast, mit K3)
- 2003–2015: De Wereld van K3 (als Moderatorin)
- 2004: K3 en het Magische Medaillon (als sie selbst, Hauptrolle)
- 2006: K3 en het IJsprinsesje (als sie selbst, Hauptrolle)
- 2006–2007: Het Huis Anubis (Gastrolle als die Sportlehrerin Esther Verlinden)
- 2006: Piet Piraat en het Vliegende Schip (als die rote fleischfressende Pflanze)
- 2007: K3 en de Kattenprins (als sie selbst, Hauptrolle)
- 2009: K2 zoekt K3 (als sie selbst)
- 2010: Hallo K3!: Fernsehfilm (Hauptrolle als sie selbst)
- 2010: K3 weer K3 (Hauptrolle als sie selbst)
- 2010: K3 en het wensspeel (Hauptrolle als sie selbst)
- 2010–2013: Hallo K3! (Hauptrolle als sie selbst)
- seit 2012:  Belgium’s Got Talent (als Jurorin)
- 2012: K3 Bengeltjes (Hauptrolle als sie selbst)
- 2012: K3 Modemeiden (Hauptrolle als sie selbst)
- 2012: K3 en het droombed (Hauptrolle als sie selbst)
- 2014–2015: K3 kan het! (Moderatorin)
- 2014: K3 Dierenhotel (Hauptrolle als sie selbst)
- 2014: K3 in Nederland (Hauptrolle als sie selbst)
- 2015: K3 zoekt K3 (als sie selbst)
- 2020: #LikeMe (Gastrolle als Eventplanerin Saskia Vleugels)

## Diskografie
siehe: K3 (Band)/Diskografie